# 罗家曲观音寺
罗家曲观音寺，位于中华人民共和国山西省太原市娄烦县杜交曲镇罗家曲村，已列为山西省文物保护单位。

## 保护
2021年8月4日，罗家曲观音寺由山西省人民政府公布为第六批山西省文物保护单位，编号6-46。